# Strombiformis bilineatus
Strombiformis bilineatus är en snäckart som beskrevs av Joshua Alder 1848. Strombiformis bilineatus ingår i släktet Strombiformis och familjen Eulimidae. Inga underarter finns listade i Catalogue of Life.